# Zandlach
Zandlach ist ein Dorf im  Mölltal in Oberkärnten, und Ortschaft und Katastralgemeinde der Gemeinde Reißeck im Bezirk Spittal an der Drau in Kärnten.

## Geographie
Der Ort liegt etwa 20 Kilometer nordöstlich von Spittal an der Drau und dem Millstätter See, auf der linken (sonnigen) Talseite.
Zum Ortschaftsgebiet gehört auch das Riekenbachtal, ein Seitental des Mölltals nach Norden, mit der Zandlacher Hütte (1527 m ü. A.). Die Ortschaft umfasst etwa 100 Gebäude mit 237 Einwohnern, auf um die 700 m ü. A. Höhe.
Zur Katastralgemeinde, mit 39 km², gehören neben Zandlach selbst auch der Nordteil des Dorfs Oberkolbnitz, die Rotten Preisdorf und Rottau, die Siedlungen Polan und  Sandbichl, sowie die zerstreuten Häuser Hattelberg und Mitterberg. Alle diese Orte sind Ortschaften der Gemeinde. Das Gebiet umfasst dann das gesamte Riekenbachtal, bis an Riedbock (2822 m ü. A.), Reißeck (2965 m ü. A.), Zaubernock (2944 m ü. A.), Riekenkopf (2898 m ü. A.), und Kampleck (2523 m ü. A.) und Schoberspitze (2573 m ü. A.), den beiden Hausbergen rechts und links des Riekenbachtals.
Nachbarortschaften
|              | Mitterberg                                  |        |
| Oberkolbitz  | Kompassrose, die auf Nachbargemeinden zeigt |        |
| Unterkolbitz |                                             | Rottau |

Nachbarkatastralgemeinden
|        | Dornbach (Gem. Malta)                       | Trebesing (Gem. Trebesing) |
| Penk   | Kompassrose, die auf Nachbargemeinden zeigt | Mühldorf (Gem. Mühldorf)   |
| Teuchl |                                             |                            |

## Geschichte
Zandlach war einer der beiden Gemeindeteile von Kolbnitz an der Tauernbahn, mit der Gemeindereform 1973 wurden Kolbnitz, Mühldorf und Penk zur Gemeinde Reißeck zusammengelegt (1992 schied Mühldorf wieder aus).